# 1618 год в музыке
1618 год в музыке ознаменовался следующими значимыми событиями и новыми музыкальными произведениями.

## События
- 23 мая — Начало Тридцатилетней войны (1618—1648), которая разрушит многие немецкие музыкальные учреждения и повлияет на характер музыки, сочинённой теми, кто пережил 30 лет смертей, разрушений, голода и болезней этого периода.
- Изготовлены первые тарелки Zildjian[1].
- Робер Баллар II[фр.] становится лютнистом и композитором при дворе короля Франции Людовика XIII.
- Английский органист и композитор Майкл Ист[англ.] становится хормейстером Личфилдского собора.

## Опера
- Клаудио Монтеверди — «Андромеда» (итал. Andromeda)[2].

## Родились
Дата неизвестна
- Соломон Экклз[англ.], английский композитор (ум. 1683)[3].
- Пьер Робер[фр.], французский композитор, один из первых мастеров французского великого мотета[фр.] (ум. 1699).

## Умерли
- 8 марта — Филипп Авенариус (нем. Philipp Avenarius (Habermann), он же Филипп Хаберманн (нем. Philipp Habermann), немецкий композитор и органист (род. в 1552)[4].
- 10 декабря — Джулио Каччини, итальянский композитор, певец, музыкант, преподаватель (род. в 1551).
- 12 декабря — Педру де Кришту, португальский композитор эпохи Возрождения, один из выдающихся полифонистов Пиренейского полуострова XVI—XVII веков (род. 1545/1550).